# 黑腿冠網蝽
黑腿冠網蝽（学名：Stephanitis gallarum）为網蝽科冠網蝽屬下的一个种。